# Alan Campbell (Ruderer)

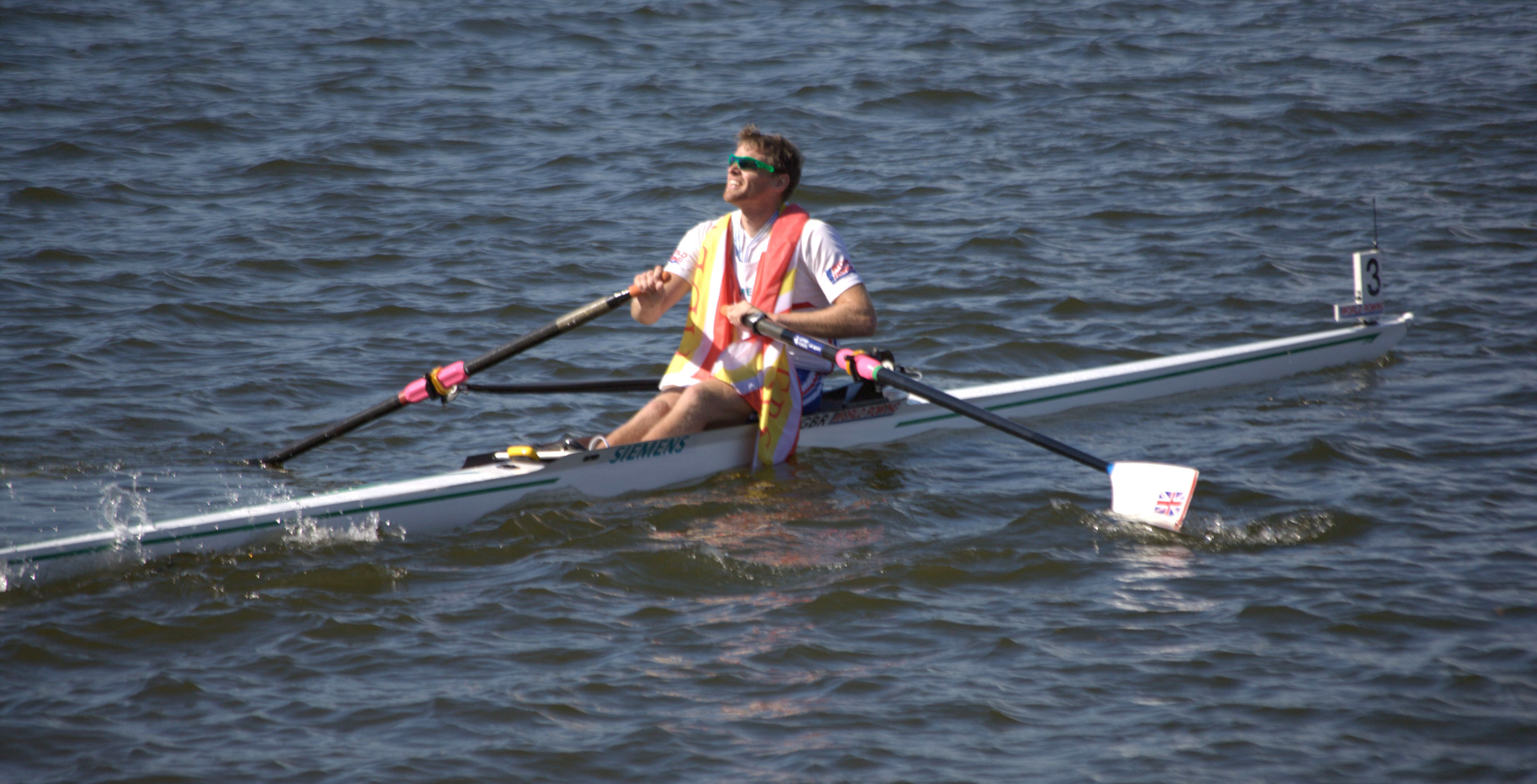
Alan Campbell bei der WM 2010

Alan Campbell (* 9. Mai 1983 in Coleraine, Nordirland) ist ein britischer Ruderer. Er gewann bis 2011 eine Silbermedaille und zwei Bronzemedaillen bei Weltmeisterschaften.

## Karriere
Alan Campbell gewann 2003 die Diamond Sculls, das Einer-Rennen bei der Henley Royal Regatta. Im gleichen Jahr belegte er den achten Platz bei der U23-Weltregatta. 2004 debütierte er mit dem Doppelvierer im Weltcup, bei den Olympischen Spielen in Athen belegte der Doppelvierer den zwölften Platz. In  der Weltcupsaison 2005 erreichte der britische Doppelvierer dreimal das A-Finale, bei den Ruder-Weltmeisterschaften 2005 verpasste das Boot das A-Finale und belegte den siebten Platz. 
2006 wechselte Campbell zurück in den Einer und gewann in München seine erste Weltcupregatta, mit einem zweiten Platz in Posen und einem vierten Platz in Luzern siegte er auch im Einer-Weltcup. Bei den Ruder-Weltmeisterschaften 2006 erreichte er zwar das A-Finale, belegte aber dort nur den sechsten und letzten Platz. 2007 gewann Campbell zum zweiten Mal die Diamond Sculls, bei den Weltmeisterschaften in München erreichte er den vierten Platz. Im Jahr darauf gewann Campbell erneut bei der Weltcupregatta in München und belegte in Luzern den vierten Platz. Nach einer Verletzungsunterbrechung kehrte er rechtzeitig zu den Olympischen Spielen in Peking zurück ins Boot, erreichte jedoch lediglich den fünften Platz.
2009 gewann Campbell die Weltcupregatta in Banyoles. Bei den Weltmeisterschaften in Posen lieferte er sich einen Kampf mit dem Neuseeländer Mahé Drysdale, der nur eine Sekunde vor Campbell das Ziel erreichte; mit Silber hatte Campbell seine erste internationale Medaille gewonnen. Im Jahr darauf fanden die Weltmeisterschaften in Drysdales Heimat auf dem Lake Karapiro statt, der Tscheche Ondřej Synek siegte vor Drysdale und Campbell. 2011 gewann Campbell zum dritten Mal die Diamond Sculls, bei den Weltmeisterschaften in Bled siegte Drysdale vor Synek und Campbell. Bei den Olympischen Spielen 2012 erruderte Campbell die Bronzemedaille hinter Drysdale und Synek. Vier Jahre später erreichte Campbell das B-Finale bei den Olympischen Spielen 2016, trat aber zu diesem Platzierungsrennen aus medizinischen Gründen nicht mehr an.
Campbell ist, wie auch sein neuseeländischer Konkurrent Mahé Drysdale, Mitglied der Tideway Scullers School im Londoner Stadtteil Chiswick.